# Рублёвский гидроузел
Рублёвский гидроузел — гидроузел на Москве-реке в 16,1 километра ниже по течению от устья реки Истры вблизи посёлка Рублёво, в городе Москве. Собственник сооружений гидроузла — МГУП «Мосводоканал».
Гидроузел с двухпролётной водосбросной плотиной и гидроэлектростанцией был построен в 1934 году с тем, чтобы поддержать уровень реки для водоснабжения Москвы.

## Плотина и водохранилище
Перепад уровней на гидроузле составляет 2,9 м (уровень мёртвого объёма — 126,0 метра, нормальный подпорный уровень — 128,9 метра). На плотине используются вальцовые гидрозатворы.

## Водопроводная станция

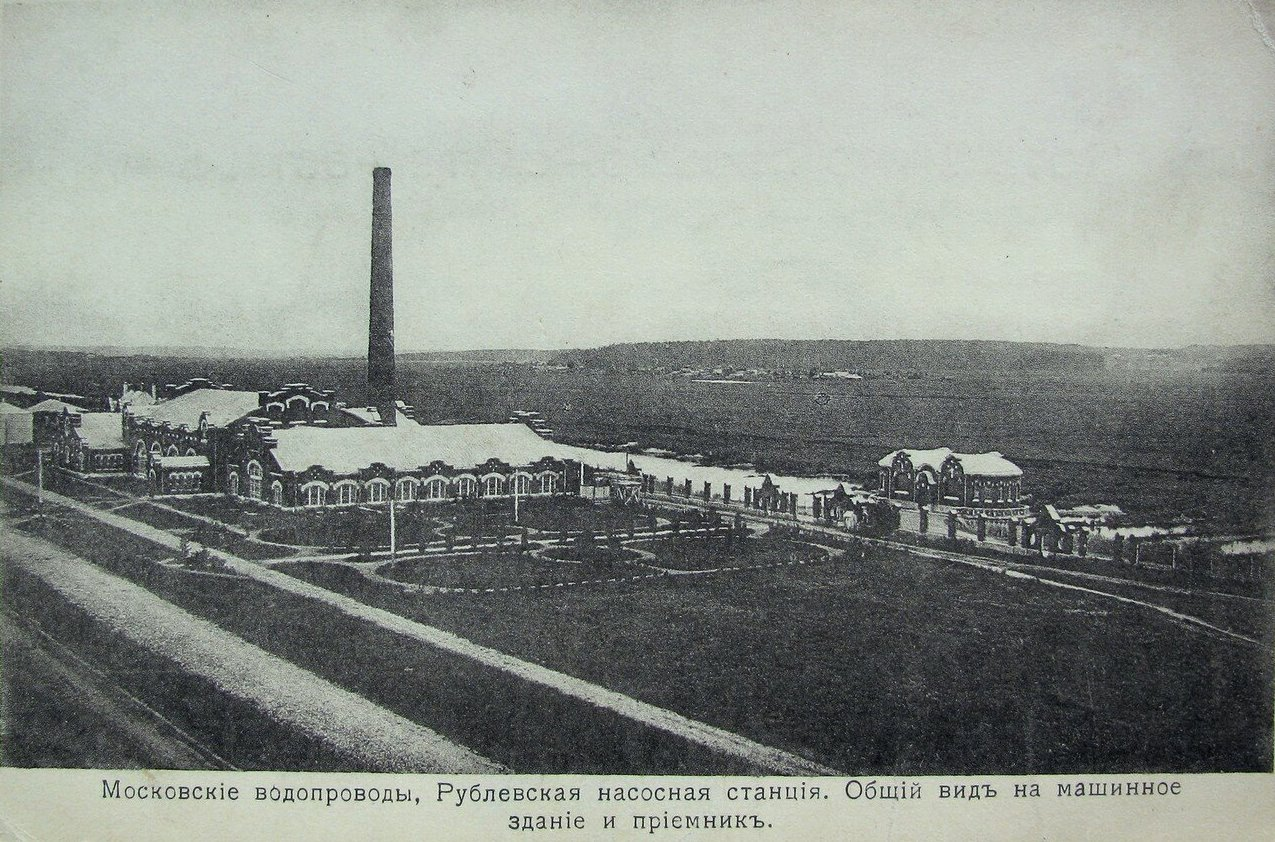
Рублевская насосная станция. Общий вид на машинное здание и приёмник. Начало XX века

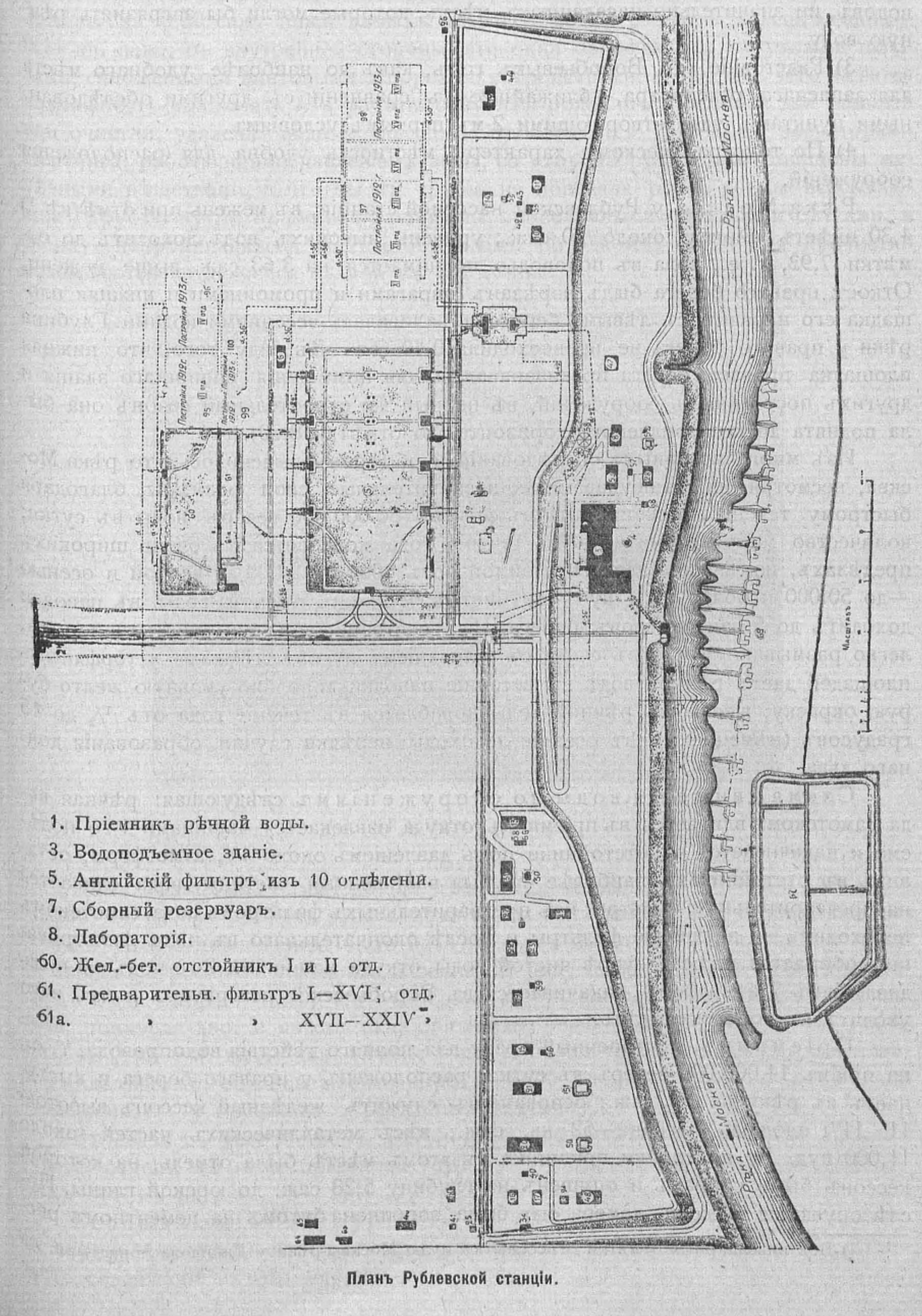
«План Рублевской станции». Вернер, Ипполит Антонович. «Современное хозяйство города Москвы.» — М.: Московское городское управление, 1913

Рублёвская водопроводная станция (старое название «Рублёвская водокачка») расположена за плотиной на правом берегу реки. Станция была построена в 1903 году и до постройки канала имени Москвы была самым большим водозабором московского водопровода.
В начале XX века в состав станции входили:
- водоприёмник на берегу реки,
- насосная станция с паровым приводом поршневых насосов,
- отстойники,
- «медленные» («английские») фильтры.

Резервуары для очищенной воды располагались на Воробьёвых горах; вода из них поступала в водопровод самотёком. По проекту, производительность станции составляла 175 тысяч кубометров воды сутки; к 1917 году станция производила 133 тысячи кубометров воды в сутки.
В 1920-х годах станция была расширена: добавлен смеситель, новые отстойники и фильтры; поршневые насосы заменены на центробежные. С постройкой плотины создан новый водоприёмник, который подаёт воду на Рублёвскую станцию, а также на Черепковские очистные сооружения. Ещё одна реконструкция была произведена в 1960—1970-х годах: снесено здание медленных фильтров, построены новый водозабор и насосные станции.

## Рублёвская ГЭС
В состав гидроузла входит малая ГЭС (3 гидроагрегата). Неработоспособна с 1996 года, с 2012 года проводится реконструкция станции с заменой оборудования.